# Lecanodiaspis newmani
Lecanodiaspis newmani är en insektsart som först beskrevs av Walter Wilson Froggatt 1915.  Lecanodiaspis newmani ingår i släktet Lecanodiaspis och familjen Lecanodiaspididae. Inga underarter finns listade i Catalogue of Life.